# Hot Springs (Montana)
Pour les articles homonymes, voir Hot Springs.
Hot Springs est une municipalité américaine située dans le comté de Sanders au Montana. Selon le recensement de 2010, sa population est de 544 habitants. La municipalité s'étend sur 0,38 mille carré (0,98 km2).
La localité est fondée en 1905. D'abord connue sous le nom de Camas ou Camas Hot Springs, elle doit son nom à ses sources chaudes (en anglais : hot springs) connues pour leurs vertus médicinales.
Elle est située au sein de la réserve indienne des Têtes-Plates.